# Gaia Bermani Amaral
Gaia Bermani Amaral (San Paolo, 16 settembre 1980) è un'attrice, conduttrice televisiva ed ex modella italiana.

## Biografia
Nata in Brasile da padre brasiliano e madre italiana, si trasferisce da bambina in Italia stabilendosi con la famiglia a Milano, dove frequenta il Liceo Ginnasio Giuseppe Parini e successivamente inizia la carriera di modella per la Elite Model Management. Nel 2000 raggiunge la notorietà quando viene scelta come testimonial della TIM e, insieme alla dj Petra Loreggian e alla skipper Cristiana Monina, gira fino al 2002, a bordo di una barca a vela, una serie di spot pubblicitari che le regalano una grande popolarità.
Nell'estate del 2001 fa il suo esordio come conduttrice televisiva presentando il magazine curato da Marco Giusti, Stracult, in onda su Rai 2. Contemporaneamente prosegue l'attività di modella, sfilando per grandi stilisti, ed è testimonial di marchi internazionali come Coca Cola, Axe, Ferrero e Douglas. Successivamente conduce Mosquito, insieme ad Alvin, su Italia 1, ed è la protagonista del videoclip di Afferrare una stella di Edoardo Bennato.
Nel 2003 conduce, assieme alla collaudata coppia radiofonica Joe Violanti e Charlie Gnocchi, il programma estivo di seconda serata, Fiesta, trasmesso su Rai 1. Sempre sulla Rai conduce, dal 2003 al 2005, il magazine di viaggi, Stella del Sud.
Nel 2005 esordisce come attrice, diretta da Roberto Faenza ne I giorni dell'abbandono, accanto a Margherita Buy e Luca Zingaretti. Lo stesso anno partecipa con Ficarra e Picone a Ma chi ce lo doveva dire!?, due speciali di prima serata trasmessi su Canale 5. Dal 2006 al 2007 affianca Alvin nella conduzione di Bi-Live, appuntamento settimanale dedicato alla musica dal vivo di All Music.
Altre prove di attrice le offre nel cortometraggio del 2006 Il quarto sesso, regia di Marco Costa. L'anno successivo è nel cast, che comprende Virna Lisi, Nancy Brilli e Manuela Arcuri, della miniserie tv di Canale 5, Donne sbagliate, regia di Monica Vullo. Nel 2007 è nel cast della seconda stagione della serie tv Capri, trasmessa da Rai Uno, e nel 2008 è coprotagonista della miniserie Amiche mie, in onda su Canale 5.
Nel 2009 torna sul grande schermo con il film Polvere, regia di Massimiliano D'Epiro e Danilo Proietti. 
Nel 2010 è protagonista della serie tv "Baciati dall'amore", trasmessa su Canale 5, e nel 2011 partecipa alla serie tv francese “Xanadu” trasmessa sul canale franco-tedesco Arte, con la Regia di Jean Philippe Amar.
Nel 2011 acquista nuova popolarità presso il grande pubblico interpretando la veterinaria Silvia, uno dei ruoli principali della serie TV di Raiuno Un passo dal cielo a fianco di Terence Hill. Lascia la serie dopo la seconda stagione, del 2012.
Il 7 giugno 2018 è protagonista della commedia sentimentale Malati di sesso, di Claudio Cicconetti e nel 2021 prende parte, al fianco di Riccardo Scamarcio, al film prodotto da Netflix L'ultimo Paradiso, diretto da Rocco Ricciardulli, il quale diventerà suo marito nel 2024.

## Filmografia

### Cinema
- I giorni dell'abbandono, regia di Roberto Faenza (2005)
- Polvere, regia di Massimiliano D'Epiro e Danilo Proietti (2009)
- La donna della mia vita, regia di Luca Lucini (2010)
- All'improvviso Komir, regia di Rocco Ricciardulli (2016)
- West Coast, regia di Benjamin Weill (2016)
- Malati di sesso, regia di Claudio Cicconetti (2018)
- L'ultimo Paradiso, regia di Rocco Ricciardulli (2021)

### Cortometraggi
- SMS: Signs Made Slowly, regia di Alessandro Greco (2003)
- Il quarto sesso, regia di Marco Costa (2006)

### Televisione
- Donne sbagliate, regia di Monica Vullo - miniserie TV (2007)
- Capri - serie TV (2008)
- Amiche mie - serie TV (2008)
- Crimini - serie TV, episodio 2x03 (2010)
- Xanadu - Una famiglia a luci rosse (Xanadu) - serie TV (2011)
- Baciati dall'amore, regia Claudio Norza - miniserie TV, 6 episodi (2011)
- Un passo dal cielo, regia di Enrico Oldoini - serie TV (2011-2013)
- Il restauratore - serie TV, episodio 2x13 (2014)

### Videoclip
- Afferrare una stella di Edoardo Bennato (2001)
- Colonna sonora del film Polvere (2009)

## Programmi TV
- Stracult (Rai 2, 2001)
- Mosquito (Italia 1, 2001)
- Fiesta (Rai 1, 2003)
- Stella del Sud (Rai 1, 2003-2005)
- Ma chi ce lo doveva dire? (Canale 5, 2005) - Co-conduttrice
- Bi-Live (All Musica, 2006-2007)

## Libri
- La fata dell'arcobaleno e il mistero delle cinque lune (con Roberto Cotroneo), Milano, Nord-Sud Edizioni, 2015. ISBN 9788865265185
- Manuzzelle, Milano, Solferino, 2021. ISBN 978-88-282-0787-0